# Parascyllium elongatum
Parascyllium elongatum es una especie de elasmobranquio orectolobiforme de la familia Parascylliidae.